# エジプトとマレーシアの関係
エジプトとマレーシアの関係（エジプトとマレーシアのかんけい）では、エジプトとマレーシアの二国間外交関係について解説する。エジプトはクアラルンプールに大使館を、マレーシアはカイロに大使館を設置しており、官民ともに関係は良好である。

## 歴史
多くのマレー人学生がアル＝アズハル大学で学んでいることもあって、両国は1957年のマラヤ連邦独立以来良好な関係を築いており、1959年に外交関係を樹立した。1979年には、当時副大統領だったホスニー・ムバーラクがマレーシアを公式訪問したほか、2003年にはマハティール・ビン・モハマド大統領がエジプトを訪問している。なお、在エジプトマレーシア大使館が設置される1960年以前にも両者の交流は行われており、1930年にエジプトでマレー人協会が組織された。なお、この協会は1959年に、初代エジプト大統領のガマール・アブドゥル＝ナーセルから本部を提供されている。

## 経済関係
エジプトとマレーシアは、共同投資と両国間の経済関係の強化に関する経済協力協定を締結している 。また、2012年9月には、ニューヨークで開催された国際連合総会において、マレーシアの外務大臣アニファ・アマンと、エジプトのモハメド・カメル・アムルが、技術とエネルギーの分野においても二国間貿易と投資を強化することに合意し、双方の貿易大臣による訪問にも合意した 。カメル・アムルは、エジプトの社会経済や政治を発展させるためにマレーシアから学びたいと表明しており、マレーシアもそれを歓迎する旨を表明した。民間分野でも、ハラール基準、適合性評価、中小企業、商標についての問題を議論し、周知するための特別作業部会が設置されている。